# Триголо
Триголо (итал. Trigolo) — коммуна в Италии, располагается в регионе Ломбардия, подчиняется административному центру Кремона.
Население составляет 1645 человек, плотность населения составляет 103 чел./км². Занимает площадь 16 км². Почтовый индекс — 26018. Телефонный код — 0374.
Покровителм коммуны почитается святой Бенедикт Нурсийский, празднование 11 июля.